# Krusa flava
Krusa flava is een hooiwagen uit de familie Sclerosomatidae.